# کفکی (فیروزه)
کفکی، روستایی از توابع بخش مرکزی شهرستان فیروزه در استان خراسان رضوی ایران است.
این روستا مرکز بزرگترین اجتماع امام حسنی ها معروف به اجتماع بزرگ‌ حسنیون می باشد.
هر ساله در روز شهادت امام حسن مجتبی شمار زیادی از مردم ایران زمین در این روستا گرد هم‌ آمده و برای اهل بیت اقامه عزا می کنند.
پیشینه و تاریخ روستا :
طبق شنیده ها این روستا قدمتی حدودا ۸۰۰ ساله دارد و براساس تحقیقات قدمت روستای کفکی به زمان حکومت خوارزمشاهیان بر میگردد
در آن زمان گروهی از عاشقان امام مجتبی از مدینه به سمت ایران حرکت کردند و تعدادی از این افراد در کرمان و تعدادی هم در اصفهان و شیراز مستقر شدند.
اما بعد از خشکسالی که در این مناطق بوجود آمد جمعیت زیادی به سمت خراسان به مسیر خود ادامه دادند و در مکانی ( کفکی فعلی ) سکنی گزیدند.

طبق گزارشات مورخان، از همان ابتدا در روز شهادت امام حسن مجتبی این جمعیت به مردم نذری می دادند و آئین حلیم پزان و برگزاری مراسم امام حسن مجتبی در روستای کفکی قدمتی ۸۰۰ ساله دارد.
اسامی قبلی روستا :
در کتاب ، کتابچه نیشابور که در سال ۱۲۹۶ ه.ق گردآوری شده نام روستای کفکی را بَگلیٰ ذکر کرده است است‌
از نام های دیگر می توان به دهنو اشاره کرد که زمانی هم به این اسم یاد شده است

## جمعیت
این روستا در دهستان تخت جلگه قرار دارد و براساس سرشماری مرکز آمار ایران در سال ۱۳۸۵، جمعیت آن ۹۲۱ نفر (۲۳۷خانوار) بوده‌است.